# TSV St. Otmar Saint-Gall
Pour le club de handball, voir TSV St. Otmar Saint-Gall Handball
Le  TSV St. Otmar Saint-Gall  est un club omnisports situé à Saint-Gall en Suisse. Sa section de handball masculin est l’une des plus titrées de Suisse.

## Historique
Le TSV St. Otmar Saint-Gall est fondé en 1924 en tant que patronage catholique et prend le nom de saint Otmar, fondateur de l’abbaye de Saint-Gall au VIIIe siècle et saint patron  de la ville. Dans les années 1930, le club  se tourne résolument vers la pratique sportive et ouvre successivement des sections d’athlétisme (19321) et de gymnastique (1932). Le handball apparaît en 1934, le tennis en 1959, le basket-ball en 1970 (section féminine en 1980), le football en 1972, le faustball en 1978. Club exclusivement masculin, le TSV St. Omar s’ouvre aux féminines dans les années 1980 avec l’avènement d’une section féminine de basket en 1980 et une de handball en 1981.

## Sections
- basket-ball
- faustball
- football
- gymnastique
- handball : voir TSV St. Otmar Saint-Gall Handball
- tennis